# Daniel Noonan
Daniel Noonan (Warren, 28 ottobre 1979) è un ex canottiere e allenatore di canottaggio australiano, vincitore della medaglia d'argento nel quattro di coppia a Rio de Janeiro 2016.

## Biografia
Ha rappresentato la Australia ai Giochi olimpici estivi di Pechino 2008, terminando 4º nel quattro di coppia con Chris Morgan, James McRae e Brendan Long.
Ha ottenuto la sua prima medaglia iridata a Poznań 2009, in cui ha conquistato l'argento nel quattro di coppia, con Nick Hudson, Jared Bidwell e David Crawshay.
Ai mondiali di Cambridge 2010 ha guadagnato il bronzo nella stessa specialità con Karsten Forsterling, David Crawshay e James McRae.
L'anno successivo, a Bled 2011, si è laureato campione mondiale nel quattro di coppia, questa volta Christopher Morgan, James McRae e Karsten Forsterling.
Con la stessa formazione, ha rappresentato la Australia ai Giochi olimpici estivi di Londra 2012, dove ha ottenuto la medaglia di bronzo nel quattro di coppia.
Al termine delle Olimpiadi non ha annunciato il ritiro ed ha continuato a gareggiare ai massimi livelli nazionali anche per tutto il 2013, ma la gara di Londra 2012 è stata la sua ultima competizione internazionale.
Nel 2012 è stato nominato responsabile del settore canottaggio della sua ex scuola, il St Ignatius College.
Nel 2022 ha allenato l'otto maschile senior del Nuovo Galles del Sud che ha vinto la Coppa del Re alla Interstate Regatta.

## Palmarès
- Giochi olimpici

Londra 2012: bronzo nel 4 di coppia.
- Mondiali

Poznań 2009: argento nel 4 di coppia.
Cambridge 2010: bronzo nel 4 di coppia.
Bled 2011: oro nel 4 di coppia.